# Buchbach (Steinbach am Wald)

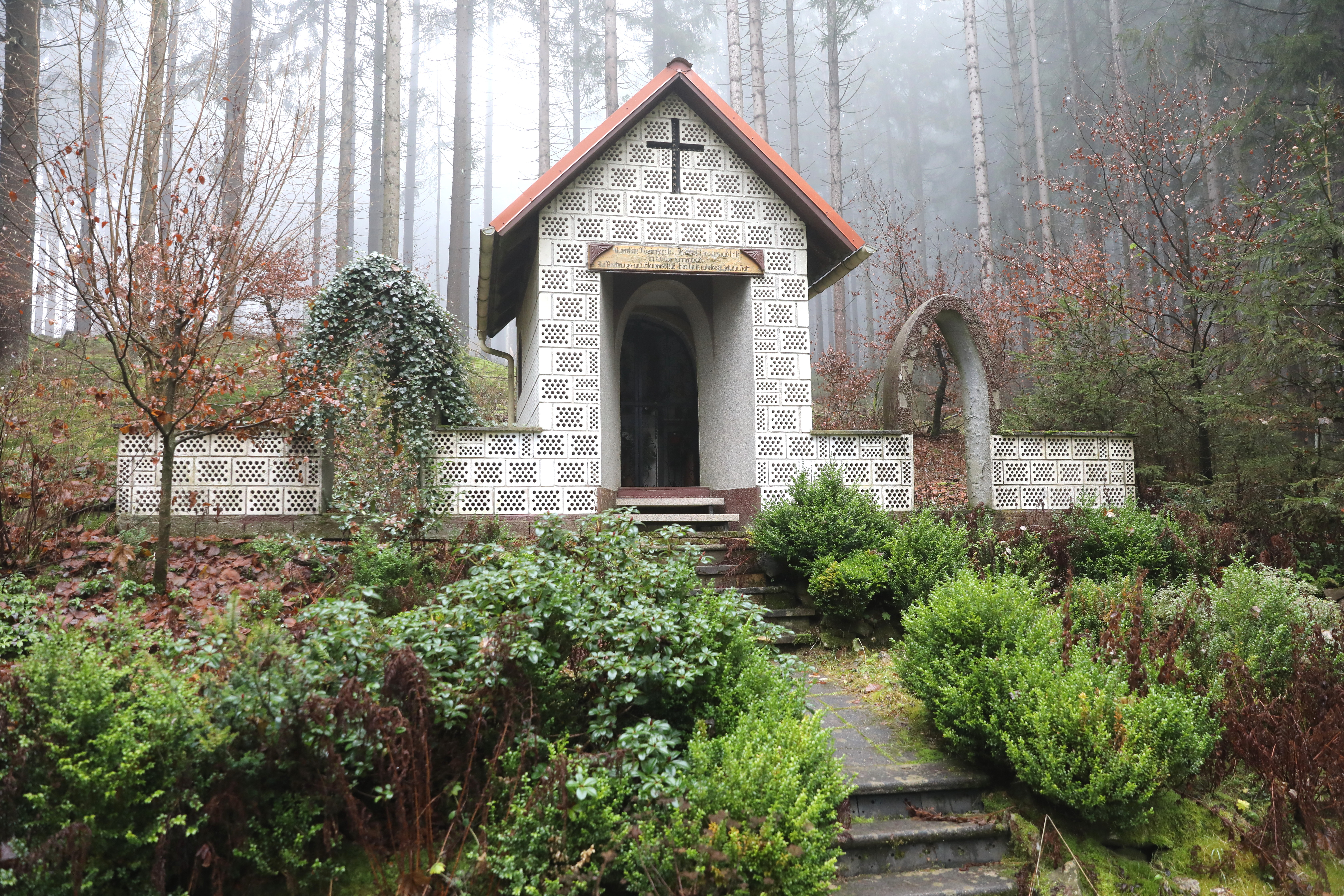
Buchbacher Kapelle

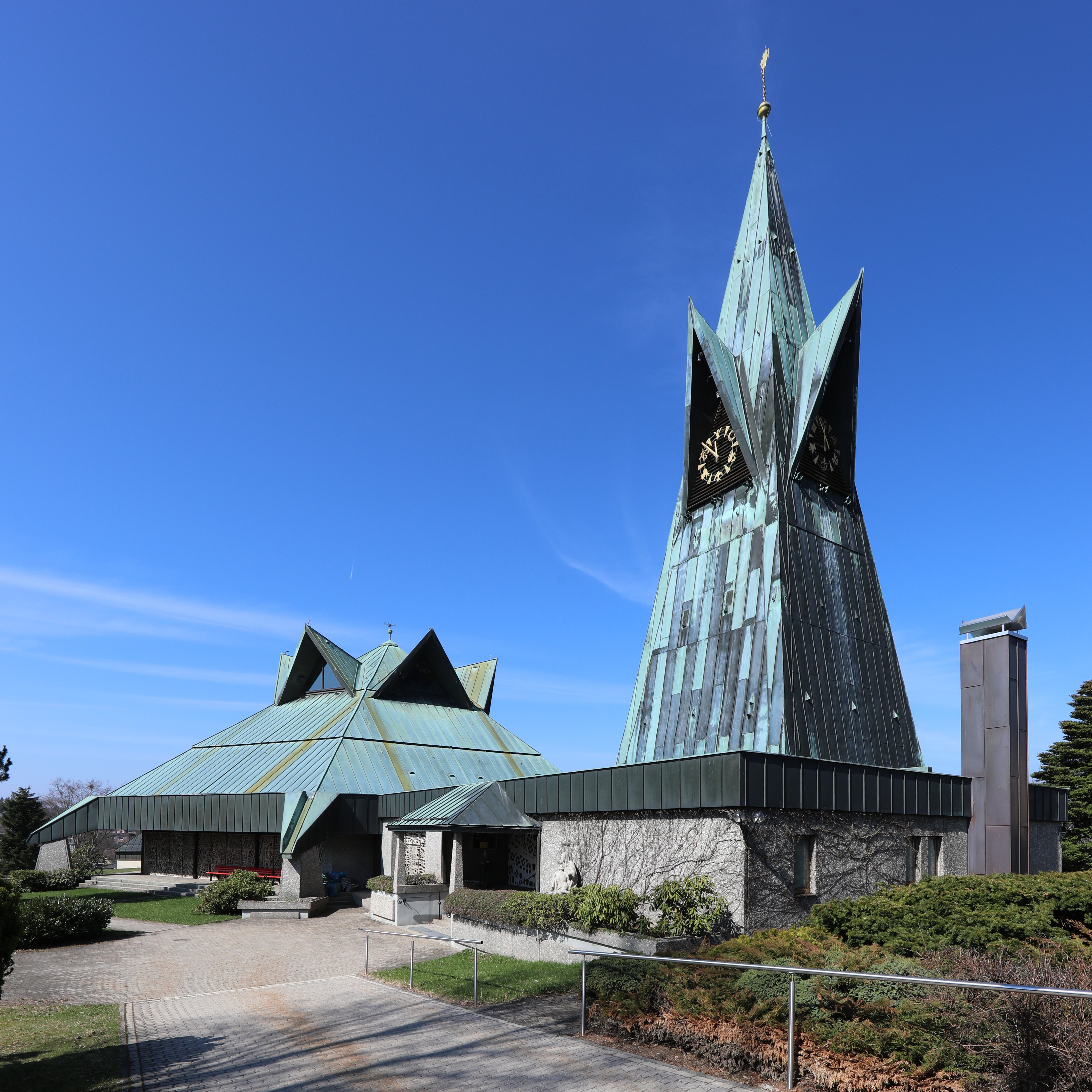
Katholische Pfarrkirche St. Laurentius

Buchbach (regional Bochbich) ist ein Gemeindeteil von Steinbach am Wald im oberfränkischen Landkreis Kronach in Bayern.

## Geographie
Das Pfarrdorf Buchbach liegt im Frankenwald am Aubach, einem rechten Nebenfluss der Haßlach, der in seinem Unterlauf Buchbach genannt wird, etwa 7 Kilometer südwestlich des Gemeindehauptortes Steinbach am Wald. Im Süden befindet sich die Heinersdorfer Höhe (664 m ü. NHN), im Norden die Langenauer Höhe (663 m ü. NHN).
Die Kreisstraße KC 19/KC 9 führt nach Kehlbach (3 km nordöstlich) bzw. nach Rothenkirchen zur Bundesstraße 85 (6,7 km südlich). Die Kreisstraße KC 35 führt nach Windheim (3,2 km östlich). Eine Gemeindeverbindungsstraße führt nach Schauberg zur Staatsstraße 2201 (2,8 km südwestlich).

## Geschichte
Buchbach wurde im Rahmen einer Rodungswelle auf den Hochflächen des Frankenwaldes, die von Ende des 12. bis Anfang des 13. Jahrhunderts dauerte, angelegt. Im Jahr 1187 schenkte der Bamberger Bischof Otto II. den Wald im Umkreis von „Winthagen“ (Windheim) dem Kloster Langheim. Im Jahr 1222 wurde Buchbach als „Buochbach“ erstmals urkundlich erwähnt, als Heinrich von Lauenstein seine Güter zu Buchbach dem Kloster Langheim abtreten musste. Nachdem das Kloster in wirtschaftliche Schwierigkeiten geraten war, verkaufte es 1388 seine Besitzungen im Frankenwald an das Hochstift Bamberg.
Gegen Ende des 18. Jahrhunderts gab es in Buchbach 40 Anwesen. Das Hochgericht und die Dorf- und Gemeindeherrschaft übte das bambergische Centamt Teuschnitz aus. Das Kastenamt Teuschnitz war Grundherr über alle Anwesen (neun Güter, drei Dreiviertelgüter, zehn Halbgüter, sechs Viertelgüter, ein Achtelgut, zwei Tropfhäuser, acht Häuser und eine Mahlmühle). Neben den Anwesen gab es eine Kirche, ein Schulhaus, ein Gemeindehirtenhaus und ein Gemeindebräuhaus, außerdem vier Halbgüter und ein Viertelgut, die unbewohnt waren.
Infolge der Säkularisation kam der Ort 1803 zu Bayern. Mit dem Ersten Gemeindeedikt wurde 1808 der Steuerdistrikt Buchbach gebildet, zu dem Kehlbach gehörte. Mit dem Zweiten Gemeindeedikt (1818) entstand die Ruralgemeinde Buchbach. Sie war in Verwaltung und Gerichtsbarkeit dem Landgericht Teuschnitz zugeordnet und in der Finanzverwaltung dem Rentamt Rothenkirchen (1919 in Finanzamt Rothenkirchen umbenannt). 1837 wurde Buchbach dem Landgericht Ludwigsstadt zugewiesen. Von 1862 bis 1880 und von 1888 bis 1931 gehörte Buchbach zum Bezirksamt Teuschnitz, von 1880 bis 1888 und ab 1931 zum Bezirksamt Kronach (1939 in Landkreis Kronach umbenannt). Die Gerichtsbarkeit blieb beim Landgericht Ludwigsstadt, das 1879 in das Amtsgericht Ludwigsstadt umgewandelt und 1956 eine Zweigstelle des Amtsgerichts Kronach wurde. Die Finanzverwaltung übernahm 1929 das Finanzamt Kronach. Die Gemeinde hatte eine Fläche von 3,996 km².
Am 1. Mai 1978 wurde Buchbach nach Steinbach am Wald eingemeindet.
Etwa drei Kilometer südöstlich von Buchbach errichtete Albin Neubauer aus Buchbach im Hochwald an der Jägersbachquelle eine Kapelle. Diese war 1979 nach zehn Jahren Bauzeit fertiggestellt und wurde 1985, am ersten Jahrestag seines Todes, geweiht. Neubauer erfüllte damit ein Gelöbnis, das er als Soldat im Zweiten Weltkrieg nach einer glücklichen Rückkehr gegeben hatte. Das mit gelochten Kalksandsteinen gemauerte Bauwerk hat ein ziegelgedecktes, rotes Satteldach, ursprünglich mit einem Dachreiter und einer Glocke. Im Giebelfeld befindet sich ein lateinisches, durch zurückgesetztes Mauerwerk gestaltetes Kreuz, darunter ein Schriftbrett. Im Altarraum steht eine Statue der Mutter Gottes mit dem Jesusknaben.

### Baudenkmal
- Laurentiusstraße 11: Katholische Pfarrkirche Buchbach

### Einwohnerentwicklung
| Jahr | Einwohner | Häuser | Quelle |
| ---- | --------- | ------ | ------ |
| 1818 | 250       | 40     | [ 6 ]  |
| 1840 | 260       |        | [ 10 ] |
| 1852 | 284       |        | [ 10 ] |
| 1855 | 285       |        | [ 10 ] |
| 1861 | 312       |        | [ 11 ] |
| 1867 | 331       |        | [ 12 ] |
| 1871 | 333       | 50     | [ 13 ] |
| 1875 | 344       |        | [ 14 ] |
| 1880 | 357       |        | [ 15 ] |
| 1885 | 345       | 61     | [ 16 ] |
| 1890 | 374       | 54     | [ 17 ] |
| 1895 | 355       |        | [ 10 ] |
| 1900 | 364       | 55     | [ 18 ] |

| Jahr | Einwohner | Häuser | Quelle |
| ---- | --------- | ------ | ------ |
| 1905 | 382       |        | [ 10 ] |
| 1910 | 438       |        | [ 19 ] |
| 1919 | 507       |        | [ 10 ] |
| 1925 | 568       | 62     | [ 20 ] |
| 1933 | 581       |        | [ 21 ] |
| 1939 | 610       |        | [ 21 ] |
| 1946 | 637       |        | [ 21 ] |
| 1950 | 686       | 93     | [ 22 ] |
| 1952 | 660       |        | [ 21 ] |
| 1961 | 633       | 120    | [ 7 ]  |
| 1970 | 571       |        | [ 23 ] |
| 1987 | 546       | 157    | [ 24 ] |
| 2017 | 515       |        | [ 1 ]  |

### Wappen
Blasonierung: Von Grün und Rot geteilt durch einen silbernen Wellenbalken; oben ein goldener Rost beseitet von zwei silbernen Buchenblättern; unten ein silberner Pflug. Das  Grün des Schildes und der Pflug weisen auf die landwirtschaftlich ausgerichtete Gemeinde hin. Die Buchenblätter und der Wellenbach sind Symbole für den Ortsnamen. Der goldene Rost ist ein Hinweis auf den Heiligen Laurentius, den Orts- und Kirchenpatron von Buchbach.

## Religion
Die Einwohner des Ortes waren bis zur ersten Hälfte des 20. Jahrhunderts überwiegend katholisch und nach Windheim gepfarrt. Die katholische Kirche St. Laurentius ist seit 1969 eine selbstständige Pfarrei. Die heutige Kirche wurde 1971 eingeweiht.

## Vereine
In Buchbach ist der Fußballverein SV Buchbach ansässig.